# Чиксек
Чиксек (мађ. Csíkszék) је био један од пет историјских седишта Секеља, која је уједно и била административна јединица у Ердељу. Седиште је смештено у базену Чик, који је омађан горњем делом слива реке Олт и природно затвореном центру снежника Харгите. 
Насељавање овог седиште од стране Секеља је било међу последњима у Ердељу, почело је негде током 12 и 13 века. До 1876. године Чик је била самостална административна управна јединица после чега је постала вармеђа (средиште округа). До 19. века природни прираштај је растао, а у 19. веку је достигао максимум, тако да су се многи Секељи у то доба се преселили за Молдавију.
Географски Чиксек се дели на Доњичик (Alcsík) и Горњичик (Felcsík).